# Tachiwoten
Tachiwoten (Tatshiautin, Stuart-Trembleur Lake Band; danas poznati kao Tl'azt'en, u značenju "people by the edge of the bay").- Jedna od bandi Carrier Indijanaca koja je obitavala uz Stuart Lake, Tachi river, i jezera Thatlah, Tremblay, Tache i Connolly u Britanskoj Kolumbiji, Kanada. Hodge ih naziva tatshiautin (=people of the head of the lake), a službeno su bili poznati i kao Tatché band. Sela su im, bila Kezche, Sasthut, Tachy, Tsisli, Tsisthainli, Yucuche i Saikez.
Danas žive 50 km od Fort St. James, na 19 rezervi (‘reserves’), s glavnim naseljima Tache, Binche, Dzitl’ainli i K’uzche. Tl'azt'en još žive od zemlje, odnosno lova na jelena, medvjeda, karibua, planinske koze i malene krznaše, ali i s privatnim biznisom i drugim aktivnostima (Tanizul Timber Ltd.), a imaju udjela i u Sustut Holdings Ltd., u kojemu su jedan od 3 partnera. Populacija im je 1909. iznosila 65; danas ih ima oko 1,300.
Njihovog porijekla su bande Tachickwoten (Tatshikotin, Tachick), banda čije je selo bilo Kezche s Taché River, Nulkiwoten, Saik'uz, Tl'azt'en i Yekooche.

## Vanjske poveznice
- Tl'azt'en Nation  Arhivirana inačica izvorne stranice od 18. prosinca 2005. (Wayback Machine)